# اللغة الليمبورغية
اللغة الليمبورغية أو الليمبورغية (بالإنجليزية: Limburgish)‏ هي لغة جرمانية غربية، تستخدم في منطقة ليمبورخ (هولندا) وليمبورغ (بلجيكا). حسب إحصاء عام 2001 يتحدث بهذه اللغة حوالي مليون و300 ألف نسمة في هولندا وبلجيكا وعددٍ غير معروف في ألمانيا.